# Xã Columbia, Quận Polk, Minnesota
Xã Columbia (tiếng Anh: Columbia Township) là một xã thuộc quận Polk, tiểu bang Minnesota, Hoa Kỳ. Năm 2010, dân số của xã này là 470 người.